# Burkina Faso en los Juegos Olímpicos de Londres 2012
Burkina Faso estuvo representada en los Juegos Olímpicos de Londres 2012 por cinco deportistas, dos hombres y tres mujeres, que compitieron en tres deportes.
La portadora de la bandera en la ceremonia de apertura fue la yudoca Severine Nebie. El equipo olímpico burkinés no obtuvo ninguna medalla en estos Juegos.